# Pseudosmittia kisotriangulata
Pseudosmittia kisotriangulata är en tvåvingeart som beskrevs av Sasa och Takumasa Kondo 1993. Pseudosmittia kisotriangulata ingår i släktet Pseudosmittia och familjen fjädermyggor. Inga underarter finns listade i Catalogue of Life.